# To Lose My Life
To Lose My Life è il terzo singolo del gruppo indie rock inglese White Lies. È stato pubblicato il 12 gennaio 2009, una settimana prima dell'uscita dell'album d'esordio To Lose My Life... dal quale è estratto. Ha raggiunto la 34ª posizione nella classifica dei singoli del Regno Unito.

## Track list
CD
1. To Lose My Life
2. To Lose My Life (Filthy Dukes remix)

Vinile 7" (1)
1. To Lose My Life
2. Taxidermy

Vinile 7" (2)
1. To Lose My Life
2. Farewell to the Fairground (Yuksek remix)

iTunes
1. To Lose My Life (Tommy Sparks remix)